# Шон Торнлі
Шон Торнлі (англ. Sean Thornley; нар. 31 травня 1989) — колишній британський тенісист.
Найвищу одиночну позицію світового рейтингу — 538 місце досяг 12 вересня 2011, парну — 160 місце — 24 вересня 2012 року.

## Фінали челленджерів і ф'ючерсів

### Парний розряд: 47 (23–24)
| Легенда (парний розряд)  |
| ------------------------ |
| Тур ATP Челленджер (2–3) |
| Тур ITF Ф'ючерс (21–21)  |

| Титули за покриттям |
| ------------------- |
| Тверде (19–22)      |
| Ґрунт (2–2)         |
| Трава (1–0)         |
| Килим (1–0)         |

| Результат | В-П   | Дата     | Турнір                          | Рівень     | Покриття   | Партнер         | Суперники                              | Рахунок                      |
| --------- | ----- | -------- | ------------------------------- | ---------- | ---------- | --------------- | -------------------------------------- | ---------------------------- |
| Поразка   | 0–1   | Тра 2007 | Греція F2, Сірос                | Ф'ючерс    | Тверде     | Ієн Аткінсон    | Лі Чайлдс Едвард Коррі                 | 3–6, 5–7                     |
| Поразка   | 0–2   | Сер 2009 | Індія F7, Нью-Делі              | Ф'ючерс    | Тверде     | Кріс Ітон       | Ашутош Сінгх Вішну Вардган             | 3–6, 7–6(7–5), [8–10]        |
| Перемога  | 1–2   | Жов 2009 | Греція F2, Парос                | Ф'ючерс    | Килим      | Девід Райс      | Клаудіо Грассі Михайло Васильєв        | 6–4, 2–6, [10–8]             |
| Перемога  | 2–2   | Вер 2010 | Велика Британія F13, Лондон     | Ф'ючерс    | Тверде     | Девід Райс      | Клаудіо Грассі Александер Слабінскі    | 2–6, 6–3, [10–0]             |
| Поразка   | 2–3   | Вер 2010 | Велика Британія F14, Ноттінгем  | Ф'ючерс    | Тверде     | Маркус Вілліс   | Льюїс Бартон Ден Еванс                 | 5–7, 6–1, [11–13]            |
| Поразка   | 2–4   | Вер 2010 | Велика Британія F15, Рексем     | Ф'ючерс    | Тверде     | Девід Райс      | Льюїс Бартон Ден Еванс                 | 6–7(6–8), 4–6                |
| Перемога  | 3–4   | Лют 2011 | Франція F3, Брессюїр            | Ф'ючерс    | Тверде (i) | Девід Райс      | Меді Шеттар Валентен Нуріссат          | Без гри                      |
| Поразка   | 3–5   | Бер 2011 | Рімускі, Канада                 | Челленджер | Тверде (i) | Девід Райс      | Трет Г'юї Вашек Поспішил               | 0–6, 1–6                     |
| Поразка   | 3–6   | Кві 2011 | Туреччина F12, Анталія          | Ф'ючерс    | Тверде     | Девід Райс      | Нікола Чачиц Йозеф Ковалік             | 6–4, 4–6, [4–10]             |
| Перемога  | 4–6   | Кві 2011 | Велика Британія F5, Борнмут     | Ф'ючерс    | Ґрунт      | Девід Райс      | Карлес Поч Градін Александер Слабінскі | 6–3, 6–4                     |
| Поразка   | 4–7   | Тра 2011 | Велика Британія F6, Единбург    | Ф'ючерс    | Ґрунт      | Девід Райс      | Джеймс Фівер Джаррид Маер              | 6–2, 0–6, [6–10]             |
| Перемога  | 5–7   | Тра 2011 | Ізраїль F4, Рамат-га-Шарон      | Ф'ючерс    | Тверде     | Девід Райс      | Тал Ерос Амір Вайнтрауб                | 3–6, 6–3, [11–9]             |
| Поразка   | 5–8   | Тра 2011 | Ізраїль F5, Ramat HaSharon      | Ф'ючерс    | Тверде     | Девід Райс      | Джон-Пол Фруттеро Амір Вайнтрауб       | 7–6(7–4), 6–7(3–7), [11–13]  |
| Перемога  | 6–8   | Лип 2011 | Велика Британія F9, Ілклі       | Ф'ючерс    | Трава      | Девід Райс      | Кріс Ітон Джошуа Гудолл                | 6–7(2–7), 6–3, [10–7]        |
| Перемога  | 7–8   | Сер 2011 | Велика Британія F12, Лондон     | Ф'ючерс    | Тверде     | Девід Райс      | Руан Рулофсе Санам Сінгх               | 6–3, 6–2                     |
| Перемога  | 8–8   | Вер 2011 | Велика Британія F13, Wrexham    | Ф'ючерс    | Тверде     | Девід Райс      | Джеймс Фівер Деніел Глансі             | 6–2, 7–5                     |
| Поразка   | 8–9   | Вер 2011 | Велика Британія F15, Nottingham | Ф'ючерс    | Тверде     | Девід Райс      | Джошуа Гудолл Маркус Вілліс            | 4–6, 6–7(6–8)                |
| Перемога  | 9–9   | Жов 2011 | Туреччина F25, Анталія          | Ф'ючерс    | Тверде     | Девід Райс      | Михайло Бірюков Дмитро Сітак           | 2–6, 6–4, [10–6]             |
| Перемога  | 10–9  | Жов 2011 | Туреччина F26, Анталія          | Ф'ючерс    | Тверде     | Девід Райс      | Ерік Хвойка Міхал Конечний             | 7–6(11–9), 6–3               |
| Перемога  | 11–9  | Жов 2011 | Велика Британія F17, Кардіфф    | Ф'ючерс    | Тверде (i) | Олівер Голдінг  | Деніел Кокс Денієл Сметгерст           | 6–4, 6–4                     |
| Поразка   | 11–10 | Січ 2012 | Велика Британія F1, Глазго      | Ф'ючерс    | Тверде (i) | Девід Райс      | Кріс Ітон Домінік Інглот               | 5–7, 2–6                     |
| Поразка   | 11–11 | Січ 2012 | Велика Британія F2, Шеффілд     | Ф'ючерс    | Тверде (i) | Девід Райс      | Кріс Ітон Домінік Інглот               | 3–6, 5–7                     |
| Перемога  | 12–11 | Січ 2012 | Велика Британія F3, Беркенгед   | Ф'ючерс    | Тверде (i) | Девід Райс      | Льюїс Бартон Кріс Ітон                 | 6–2, 6–3                     |
| Поразка   | 12–12 | Бер 2012 | Велика Британія F4, Тіптон      | Ф'ючерс    | Тверде (i) | Девід Райс      | Кріс Ітон Домінік Інглот               | 3–6, 4–6                     |
| Поразка   | 12–13 | Сер 2012 | Велика Британія F12, Wrexham    | Ф'ючерс    | Тверде     | Олівер Голдінг  | Льюїс Бартон Едвард Коррі              | 4–6, 0–6                     |
| Перемога  | 13–13 | Сер 2012 | Велика Британія F13, Лондон     | Ф'ючерс    | Тверде     | Ендрю Фіцпатрік | Том Берн Ден Еванс                     | 7–6(7–2), 6–2                |
| Перемога  | 14–13 | Вер 2012 | Ізмір, Туреччина                | Челленджер | Тверде     | Девід Райс      | Брайден Клейн Дейн Проподжія           | 7–6(10–8), 6–2               |
| Перемога  | 15–13 | Жов 2012 | Велика Британія F17, Глазго     | Ф'ючерс    | Тверде (i) | Девід Райс      | Лауринас Грігеліс Баштіан Кніттель     | 6–3, 6–2                     |
| Перемога  | 16–13 | Січ 2013 | Велика Британія F1, Глазго      | Ф'ючерс    | Тверде (i) | Девід Райс      | Скотт Клейтон Річард Ґабб              | 7–6(7–5), 6–2                |
| Перемога  | 17–13 | Лют 2013 | Велика Британія F3, Шеффілд     | Ф'ючерс    | Тверде (i) | Девід Райс      | Ден Еванс Ендрю Фіцпатрік              | 6–2, 7–6(8–6)                |
| Поразка   | 17–14 | Лют 2013 | Велика Британія F4, Віррал      | Ф'ючерс    | Тверде (i) | Джеймс Класкі   | Льюїс Бартон Ніл Скупскі               | 6–7(5–7), 6–2, [7–10]        |
| Перемога  | 18–14 | Бер 2013 | Велика Британія F5, Cardiff     | Ф'ючерс    | Тверде (i) | Девід Райс      | Едвард Коррі Ніл Скупскі               | 6–1, 7–5                     |
| Перемога  | 18–15 | Бер 2013 | Велика Британія F6, Шрусбері    | Ф'ючерс    | Тверде (i) | Девід Райс      | Сандер Жіє Йонас Меркс                 | 6–2, 6–1                     |
| Поразка   | 18–16 | Кві 2013 | США F10, Літл-Рок               | Ф'ючерс    | Тверде     | Девід Райс      | Чейз Б'юкенен Остін Крайчек            | 2–6, 3–6                     |
| Поразка   | 18–17 | Сер 2013 | Велика Британія F16, Чизік      | Ф'ючерс    | Тверде     | Девід Райс      | Лієм Броді Джошуа Ворд-Гібберт         | 6–7(5–7), 6–2, [6–10]        |
| Перемога  | 19–17 | Жов 2013 | Франція F18, Невер              | Ф'ючерс    | Тверде (i) | Девід Райс      | Матьє Родрігес Гліб Сахаров            | 6–3, 6–4                     |
| Поразка   | 19–18 | Жов 2013 | Франція F19, Сен-Дізьє          | Ф'ючерс    | Тверде (i) | Девід Райс      | Жермен Жігунон Юго Нис                 | 6–7(4–7), 4–6                |
| Перемога  | 20–18 | Жов 2013 | Велика Британія F21, Лафборо    | Ф'ючерс    | Тверде (i) | Девід Райс      | Кевін Ґрікспор Скотт Ґрікспор          | 6–3, 6–7(3–7), [10–5]        |
| Перемога  | 21–18 | Січ 2014 | Велика Британія F1, Глазго      | Ф'ючерс    | Тверде (i) | Девід Райс      | Едвард Коррі Денієл Сметгерст          | 6–3, 6–1                     |
| Перемога  | 22–18 | Січ 2014 | Велика Британія F2, Сандерленд  | Ф'ючерс    | Тверде (i) | Девід Райс      | Річард Ґабб Джошуа Ворд-Гібберт        | 6–3, 6–3                     |
| Поразка   | 22–19 | Січ 2014 | Велика Британія F3, Шеффілд     | Ф'ючерс    | Тверде (i) | Девід Райс      | Едвард Коррі Денієл Сметгерст          | 6–3, 2–6, [8–10]             |
| Поразка   | 22–20 | Бер 2014 | Велика Британія F8, Тіптон      | Ф'ючерс    | Тверде (i) | Девід Райс      | Льюїс Бартон Маркус Вілліс             | 6–4, 6–7(5–7), [6–10]        |
| Перемога  | 23–20 | Лип 2014 | Тампере, Естонія                | Челленджер | Ґрунт      | Рубен Гонсалес  | Еліяс Імер Антон Зайцев                | 6–7(5–7), 7–6(12–10), [10–8] |
| Поразка   | 23–21 | Сер 2014 | Ліберець, Чехія                 | Челленджер | Ґрунт      | Рубен Гонсалес  | Роман Єбави Ярослав Поспішил           | 4–6, 3–6                     |
| Поразка   | 23–22 | Жов 2014 | Велика Британія F17, Манчестер  | Ф'ючерс    | Тверде (i) | Даррен Волш     | Лауринас Грігеліс Девід Райс           | 4–6, 4–6                     |
| Поразка   | 23–23 | Лис 2014 | Ноксвілл, США                   | Челленджер | Тверде (i) | Гаштан Еліаш    | Мікеліс Лібієтіс Гантер Ріс            | 3–6, 4–6                     |
| Поразка   | 23–24 | Бер 2015 | Велика Британія F5, Shrewsbury  | Ф'ючерс    | Тверде (i) | Маркус Вілліс   | Люк Бембрідж Скотт Клейтон             | 6–7(3–7), 4–6                |